# Woke

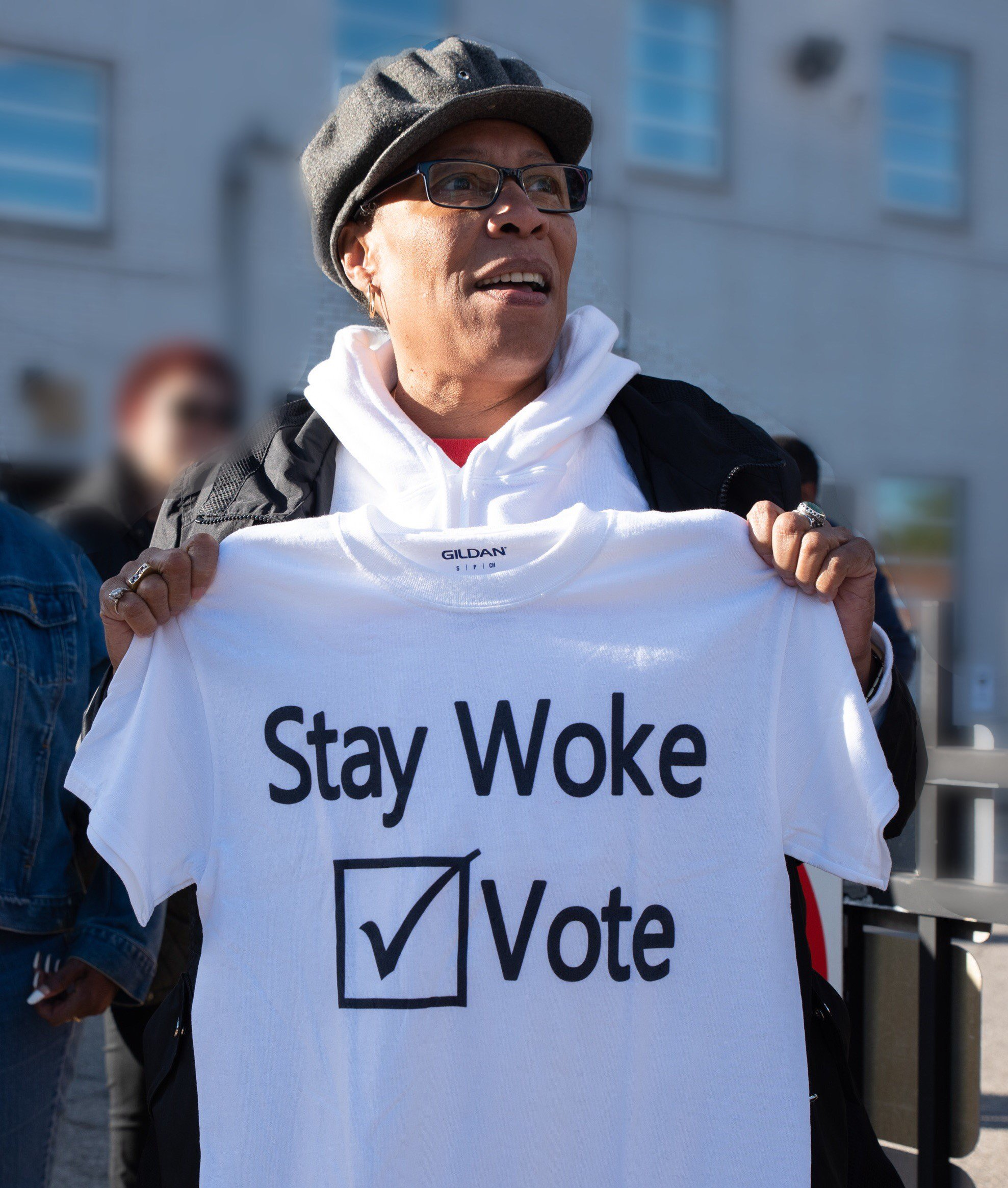
Американська конгресменка Марсія Фудж тримає футболку з написом «Будь уважним: Голосуй» у 2018

Woke (Воук) — англійський прикметник, що походить із розмовної англійської мови афроамериканців і означає «уважний до расової упередженості та дискримінації». Починаючи з 2010-х це слово стало охоплювати інші явища соціальної нерівності (такі як сексизм), а також стало використовувалося як скорочення для ідей американських лівих, що стосуються політики ідентичності та соціальної справедливості (таких як поняття привілеїв білого населення і відшкодування афроамериканцям за рабство).
Фраза «stay woke» (укр. будь уважним, чуйним) була у вжитку серед афроамериканців щонайменше з 1930-х і в деяких контекстах означала обізнаність у соціальних і політичних обставинах, що стосуються афроамериканців.